# 전자기장 텐서
전자기장 텐서(電磁氣場tensor, electromagnetic field tensor)는 물리학에서 전기장과 자기장의 성분을 포함한 반대칭 2차 텐서이다. 전자기장 텐서는 헤르만 민코프스키의 특수 상대성이론의 4차원 텐서 공식화에서 처음 사용되었으며 다른 여러 복잡한 전자기학의 공식들을 간단한 형태로 나타낼 수 있게 해준다. 기호는 {\displaystyle F_{\mu \nu }}.

## 정의
여기서 굵은 지표는 추상지표표기법에서 사용되는 지표를 말하고, 일반 지표는 좌표를 나타내는 지표이다.
전자기장 텐서 {\displaystyle F_{\mu \nu }}는 전자기 퍼텐셜 {\displaystyle A_{\mu }}의 도함수로 구성되어 있으며, 전자기 퍼텐셜의 일종의 곡률로 생각할 수 있다. 식으로 쓰면 다음과 같다.
{\displaystyle F_{\mu \nu }={\frac {\partial A_{\nu }}{\partial x^{\mu }}}-{\frac {\partial A_{\mu }}{\partial x^{\nu }}}}.
미분형식으로 쓰면 식이 더 간단해진다. 전자기장 텐서 {\displaystyle F}는 반대칭 텐서이므로 2차 미분형식이고, 전자기 퍼텐셜 {\displaystyle A}는 벡터이므로 1차 미분형식이다. 따라서
{\displaystyle F=dA}
이게 된다. 여기서 {\displaystyle d}는 미분형식의 외미분(exterior derivative)이다.
전자기장 텐서 Fμν의 성분은 다음과 같다.
{\displaystyle F_{\mu \nu }={\begin{bmatrix}0&-E_{x}/c&-E_{y}/c&-E_{z}/c\\E_{x}/c&0&B_{z}&-B_{y}\\E_{y}/c&-B_{z}&0&B_{x}\\E_{z}/c&B_{y}&-B_{x}&0\end{bmatrix}}}
여기서,
E : 전기장,
B : 자기장,
c : 빛의 속도.
이다. (전자기장 텐서의 부호는 어떤 계량 텐서 부호수를 쓰는지에 따라 달라지는데, 여기서는 -+++를 사용하였다.)
텐서만을 사용하여 전자기장 텐서를 정의해보면 다음과 같이 정의된다.
{\displaystyle F_{\mathbf {ab} }=t_{\mathbf {a} }\wedge E_{\mathbf {b} }-B_{\mathbf {ab} }}
여기서
Eb : 전기장 1차 형식
Bab : 자기장 2차 형식
ta = ∇a∧t : 시간의 4차원 공간에서의 외미분

## 참고 문헌
- Brau, Charles A. (2004). 《Modern Problems in Classical Electrodynamics》. Oxford University Press. ISBN 0-19-514665-4.
- Jackson, John D. (1999). 《Classical Electrodynamics》. John Wiley & Sons, Inc. ISBN 0-471-30932-X.
- Peskin, Michael E.; Schroeder, Daniel V. (1995). 《An Introduction to Quantum Field Theory》. Perseus Publishing. ISBN 0-201-50397-2.